# کوواله (استان اوپوله)
کوواله (به لهستانی: Kowale) یک منطقهٔ مسکونی در لهستان است که در گمینا پراشکا واقع شده‌است.